# Аренго
Аренго было названием ассамблеи, которая управляла Сан-Марино с пятого века до 1243 года. Она состоял из глав Великих семей Сан-Марино и не имела ни лидера, ни постоянного места встречи. В то время это делало Сан-Марино практически уникальным государством, в котором не было главы государства. Однако эта форма правления была громоздкой, и работа аренго сильно осложнялось постоянной враждой между Великими Семьями. К началу 13-го века аренго стала настолько бесполезной, что жители Сан-Марино решили избрать свое собственное собрание, которое они называли Генеральным советом. Это собрание получило большую власть, и к 1243 году Папа, который был номинальным правителем Сан-Марино, сделал Генеральный Совет высшим государственным органом Сан-Марино. 

## Основание
После смерти основателей общиной управляла небольшая группа монахов без явного лидера, базирующаяся вокруг церкви Святой Агаты на вершине горы Титано. Однако примерно через сто лет, когда власть Рима приблизилась к краху и готы угрожали Италии, восемь соседних городов присоединились к «земле Сан (святого) Марино (основатель)» в поисках защиты святого и благословения против готов. Это положило начало современному Сан-Марино с его девятью муниципалитетами. При таком резком росте населения стало ясно, что Сан-Марино не может остаться без центральной структуры, поэтому была сформирована аренго; основанная по принципу римского Сената, она состояла из глав Великих Семей. 

## Аренго 1906 года
С 17-го века Генеральный совет стал более олигархическим, политическая власть сосредоточилась в руках могущественных землевладельцев. Сан-Маринская социалистическая партия агитировала за всеобщее избирательное право мужчин, устроив проведение аренго в 1906 году. Главы домохозяйств согласились дать право голоса всем взрослым мужчинам. 
Многие состоятельные землевладельцы выступили против перемен и создали в 1922 году Сан-Маринскую фашистскую партию. Они будут править страной до конца Второй мировой войны, когда будет избрано правительство социалистическо-коммунистической коалиции. 